# 시마오카 겐타
시마오카 겐타(일본어: 島岡 健太, 1973년 7월 26일 ~ )는 일본의 전 축구 선수이다.

## 구단 경력
과거 사간 도스에서 활동하였다.